# Orranäsasjön
Orranäsasjön är en sjö i Nybro kommun i Småland och ingår i Ljungbyåns huvudavrinningsområde. Sjön är 6,3 meter djup, har en yta på 1,27 kvadratkilometer och befinner sig 166,2 meter över havet. Sjön avvattnas av vattendraget Ljungbyån. Vid provfiske har bland annat abborre, gädda, mört och sarv fångats i sjön.

## Delavrinningsområde
Orranäsasjön ingår i det delavrinningsområde (630202-149440) som SMHI kallar för Utloppet av Orranäsasjön. Medelhöjden är 177 meter över havet och ytan är 19,28 kvadratkilometer. Räknas de 4 avrinningsområdena uppströms in blir den ackumulerade arean 132,25 kvadratkilometer. Avrinningsområdets utflöde Ljungbyån mynnar i havet. Avrinningsområdet består mestadels av skog (81 procent). Avrinningsområdet har 1,2 kvadratkilometer vattenytor vilket ger det en sjöprocent på 6,2 procent. Väg 31 går längs med sjöstranden och öppnar vackra vyer. Vid vägen finns även en av Trafikverkets rastplatser med möjlighet att ta en paus på stranden. Några hundra meter från rastplatsen ligger en fyrstjärnig camping med badplats.

## Fisk
Vid provfiske har följande fisk fångats i sjön:
- Abborre
- Gädda
- Mört
- Sarv
- Sik
- Sutare